# 下村藩 (陸奧國)
陸奧下村藩（日語：陸奥下村藩／むつしもむらはん Mutsushimomura han）是日本江戶時代的一個藩。其統治範圍包括位於陸奧國（後來屬岩代國）信夫郡下村（今福島縣福島市佐倉下）的陣屋及周邊範圍。

## 歷史
1787年十月，老中田沼意次被罷免及退休後，田沼家的家督之位由他的孫子田沼意明（被暗殺的田沼意知之子）繼承。他接受了遠州相良藩的五萬七千石，並減除了因受罰而失去的一萬石後，著手建立下村藩。及後，田沼意明之弟田沼意壹和田沼意信、田沼意次之弟的孫子田沼意定（兼任別家的旗本）和田沼意知之弟弟田沼意正依次繼任家督。田沼意正又稱水野忠德，為老中水野忠友的養子，但由於父親去世，他的收養被取消。不過在1818年，繼承水野忠友成為老中的水野忠成將田沼意正提拔為若年寄，讓他可以參與幕府。
1823年，在水野忠友和將軍德川家齊的計劃下，田沼意正被移到田沼意次時代的舊領土相良，而下村藩亦被廢除。對此幕府內有不少反對聲音，但德川家齊基於田沼意次曾協助他就任將軍，田沼意正的表現亦不錯，再加上此舉代表着恢復田沼意次的名譽，所而斷絕了反對的意見。

## 歷代藩主
田沼家
譜代大名 1萬石
1. 田沼意明
2. 田沼意壹
3. 田沼意信
4. 田沼意定
5. 田沼意正